# تبرزین سواره‌نظام

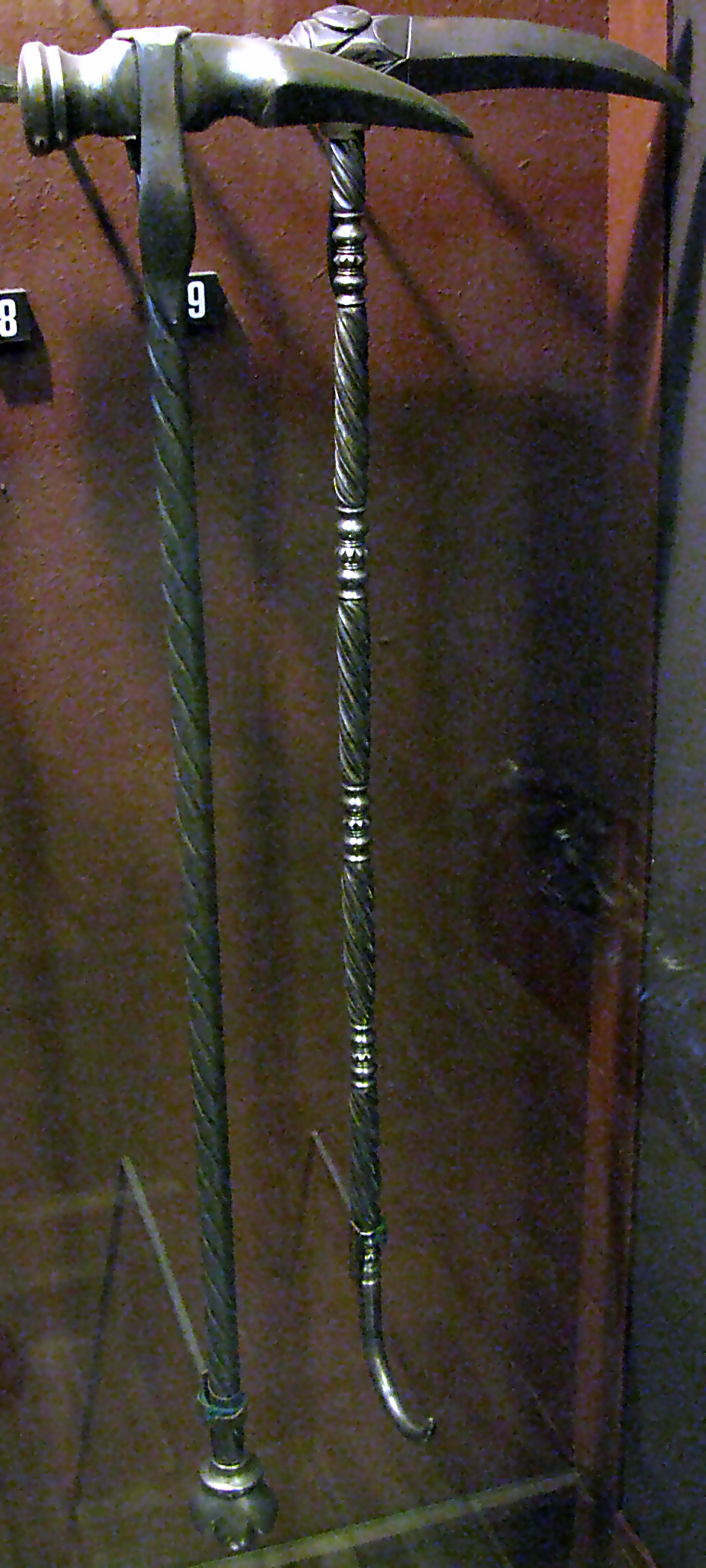
تبرزین سواره‌نظام لهستانی از سده هفدهم.

تبرزین سواره‌نظام (انگلیسی: Horseman's pick) نوعی سلاح خاورمیانه‌ای بود که در طول دوران قرون وسطی توسط سواره‌نظام اروپا و خاورمیانه مورد استفاده قرار می‌گرفت. این سلاح نوعی چکش جنگی بود که در پشت سر چکشی، زائدهٔ نوک‌تیز بسیار بلندی به شکل کلنگ  معدنچیان داشت؛ این زائده اغلب اندکی به سمت پایین انحنا داشت. گاهی از تبرزین سواره‌نظام معادل با «چکش جنگی» استفاده می‌شود.
تبرزین سواره‌نظام فلزی به نام "nadziak" یکی از سلاح‌های اصلی هوسارهای لهستانی مشهور بود. تبرزین سواره‌نظام که از اواخر قرون وسطی رواج یافت، توسط انگلیسی‌ها توسعه داده شد و توسط دسته پیاده‌نظام سنگین آنان یعنی Billmen (تبرزین‌دار) مورد استفاده قرار گرفت. این سلاح در طول جنگ صدساله با موفقیت چشمگیری به‌کار گرفته می‌شد. یکی از کاربردهای تبرزین سواره‌نظام، به زیر کشیدن حریف از روی اسب بود.
تبرزین سواره‌نظام اغلب ابزاری برای نفوذ به زره صفحه‌ای ضخیم یا جوشن بود که برای شمشیر استاندارد مقدور نبود. با این وجود، این سلاح محدودیت‌هایی داشت. سنگینی نسبی آن، باعث می‌شد استفاده ماهرانه از آن دشوار باشد و در نتیجه به راحتی می‌شد از ضربات آن گریخت. همچنین، جراحت ایجاد شده توسط این سلاح کوچک و به ندرت بلافاصله کشنده بود. علاوه بر این، اگر بیش از حد محکم تاب داده می‌شد، اغلب در بدن قربانی یا زره او گیر می‌کرد و بیرون کشیدن آن دشوار می‌شد.